# Katedrála svatého Štěpána (Hvar)
Katedrála svatého Štěpána, papeže a mučedníka (chorvatsky Katedrala sv. Stjepana Pape) je hlavním římskokatolickým kostelem města Hvaru a hvarské diecéze na ostrově Hvaru v Chorvatsku. Jedná se o chorvatskou kulturní památku číslo Z-5084.

## Historie
Na místě dnešní katedrály stál původně benediktýnský klášter s kostelem Panny Marie. Katedrála byla zbudována ve 13. století, kdy bylo biskupství přesunuto ze Starého Gradu do Hvaru. Současná trojlodní katedrála byla postavena v průběhu 16.–18. století. Zvonice byla postavena v letech 1549–1550. V interiéru katedrály je řada prvků z původní gotické stavby, jako jsou kazatelny, pulpity, křtitelnice a reliéfy.

## Vnitřní vybavení
Hlavní vstup do katedrály zdobí novodobé bronzové dveře z roku 1990, jejichž autorem je sochař Kuzma Kovačić.

### Jižní loď
Od vstupu do katedrály proti směru hodinových ručiček:
- Oltář svatého Josefa a svatého Jana Trogirského, oltářní obraz Panny Marie od Domenica Ubertiho pochází z roku 1692. V kapli je náhrobek hvarské šlechtičny Lucrecie Fazanić-Capogrosso z roku 1607,
- Oltář Panny Marie, svatého Jeronýma a svatého Kajetána. Oltářní obraz je dílem Andrea Celestiho z 17. století. Před oltářem je náhrobek biskupa Piruliho z roku 1692,
- Oltář Panny Marie Karmelské byl zbudován nákladem rodiny Hentorović. Oltářní obraz je dílem Leonarda Negriho. Dále je zde cenná ikona Panny Marie (Gospa od Puta) ze 13. století, o které se traduje, že pochází z původního benediktinského kostela.
- Kaple Svatého kříže, na oltáři z černého mramoru z roku 1692 je umístěn pozdně gotický kříž od Juraje Petroviće z 15. století.

### Hlavní loď
Při vstupu do kněžiště jsou umístěny dvě pozdně gotické kazatelny a dva pulpity, které pocházejí z původní katedrály. Některé románské prvky pocházejí ze 12. století. Je zde rovněž umístěn epitaf Niko Vukašinoviće z roku 1607 s nápisem v chorvatštině.
Hlavní barokní oltář ze 17. století je zasvěcen patronu kostela, svatému Štěpánovi. Oltář je dílem benátských mistrů Melchisedecha a Baldassare Longhena (autorů benátského kostela Basilica di Santa Maria della Salute). Kamenické práce provedl mistr Ivan Pomenić z ostrova Korčula. Oltářní obraz, na kterém je zobrazena Panna Maria spolu se svatým Štěpánem, svatým Jeronýmem a svatým Karlem Boromejským je dílem Jacopo Negrettiho, které po jeho smrti dokončil Nicolo Reineri Mabuseo.

### Severní loď
Od hlavního oltáře proti směru hodinových ručiček:
- Kaple svatého Prospera. Barokní oltář byl zbudován v 18. století. Je zde sarkofág světce, který je rovněž patronem města, a byl zbudován v roce 1859 A. Brescolinim z Padovy. V severní stěně katedrály vedle vstupu do biskupského muzea je náhrobek biskupa Juraje Dubokoviče z roku 1874,
- Oltář Nejsvětější Svátosti, který je dílem Pavao Tremingnona z roku 1694. Tabernákl pak vytvořil Viviani okolo roku 1700,
- Oltář svatého Antonína; oltářní obraz Panny Marie a svatého Antonína z roku 1687 je pravděpodobně dílem Andrea Celestiho,
- Oltář Panny Marie Bolestné. Vnější obraz je dílem malíře Grapinelliho z roku 1742. Obraz Piety je přisuzován španělskému malíři Juanu Boschettiovi, okolo roku 1520.
- V pilíři severní lodi je zabudován gotický reliéf, který pochází z původního gotického kostela a je datován do 15. století. Je patrně dílem místního sochaře ze školy Juraje Dalmatinace.
- Oltář svatého Petra; oltářní obraz svatých Petra a Pavla je pravděpodobně dílem benátského malíře Antonia Zanchiho ze 17. století. Obraz byl restaurován Pasquale Renisem z Brindisi v roce 1804.